# ロペス貴子
ロペス 貴子（ろぺす たかこ、Lopez Takako、1990年1月11日 - ）は、日本の女性モデル、レースクイーン。愛称は“ロペ（Lope）”。

## 人物・来歴
- フランス人と日本人のハーフ。埼玉県で生まれ、3歳から小学1年までパリで暮らし、小学2年以降は群馬県で育つ。
- 2005年、「r-k マグザムグランプリ」グランプリ受賞。その後フェイスネットワークに所属し、2007年、スーパー耐久「GT NET GAL」、HERO'Sラウンドガールを務める。
- 2007年10月、F1日本グランプリ・グリッドガールグランプリを受賞。
- 2008年、「Airy」（エアリー）のメンバーとしてSUPER GTイメージガールを務める。平成生まれとしては初のGTイメージガールでもあった。
- 所属事務所は、フェイスネットワーク、プラチカを経て、白根アリアンヌに芸名を変更しサディーカに移籍。さらに2013年から事務所を移籍し、白咲 アリーに改名[1]。
- かつて同じ事務所だった稲垣慶子と仲が良かった。
- 特技はピアノとバイオリン。
- 兄が1人いる[2]。

## 出演

### テレビ
- 世界バリバリ★バリュー（MBS・TBS系、2007年11月14日出演）
- オビラジR（TBS）
- ドキドキ!?にゅ～すキャスター（MONDO21）
- アリケン（テレビ東京、2009年4月25日、「女子を見る目を養え！アリケンブラックジャック」 コーナーに出演）

### CM
- CAPCOM「バイオニックコマンドー」男のフルスイング編

## リリース作品

### DVD
- seventeen （GRADIA・2008年1月25日発売）
- seventeen2 （GRADIA・2008年2月25日発売）

### フィギュア
- 1/20マシーネンクリーガー傭兵軍女性パイロット （ブリックワークス、2010年2月7日先行限定販売）